# أنطونيو فرانكو (لاعب كرة قدم)
أنطونيو فرانكو (بالإسبانية: Antonio Franco Florensa) هو مدرب كرة قدم ولاعب كرة قدم إسباني، ولد في 25 أكتوبر 1911 في لاردة في إسبانيا، وتوفي بنفس المكان في 30 يونيو 1996. شارك مع منتخب كاتالونيا لكرة القدم. أما مع النوادي، فقد لعب مع إسبانيول ونادي برشلونة.

## وصلات خارجية
- أنطونيو فرانكو على موقع قاعدة بيانات كرة القدم.إي يو (الإنجليزية)